# Idioma rarotongano
El rarotongano o maorí de las Islas Cook (autoglotónimo Māori Kūki 'Āiran) es un idioma que se habla de manera oficial en las Islas Cook junto con el inglés desde el 2003, según el Acta Te Reo Maori Act.
Existen varios dialectos, mutuamente inteligibles:
- Dialecto de Rakahanga-Manihiki
- Diaclecto de Tongareva
- Los dialectos Ngaputoru de Atiu, Mitiaro y Mauke
- Dialecto de Aitutaki
- Dialecto de Rarotonga
- Dialecto de Mangaia

El pukapukano es considerado como un idioma diferente relacionado con el samoano y el tokelauano.
Aunque el maorí de islas Cook está relacionado con el maorí de Nueva Zelanda y el tahitiano, no son mutuamente inteligibles.
Muchos habitantes de las Islas Cook lo llaman Te reo Ipukarea, literalmente "el idioma del país de origen de los ancestros".
El idioma es regulado por el Kopapa Reo, creado en el 2003.